# Бурлаки (Кировская область)
Бурлаки́ — деревня в Оричевском районе Кировской области.

## Описание
Брошенная деревня в Оричевском районе Кировской области, находится в 3 километрах на юг от села Шалегово и в 5 километрах на юго-запад от деревни Овчинники. Последний житель покинул деревню в 1980-х годах. 

## История
Первое упоминание поселения с именем Бурлаки датировано 1859 годом.
Деревня Бурлаки была основана на берегу лесной речки Чёрная братьями Исак и Филипп. По мере роста поселения и увеличения числа дворов начало развиваться сельское хозяйство, ткацкое ремесло, токарное ремесло по дереву, хлебобулочное ремесло. Свою продукцию местные жители продавали на рынке.

## Население
| 2010 |
| ---- |
| 0    |